# Le Château de sable
Pour les articles homonymes, voir Château de sable (homonymie).
Pour plus de détails, voir Fiche technique et Distribution.
Le Château de sable est un court métrage canadien d'animation de marionnettes, réalisé par Co Hoedeman et sorti en 1977.
Il a remporté l'Oscar du meilleur court métrage d'animation lors de la 50e cérémonie des Oscars et le Grand Prix au Festival international du film d'Annecy, ainsi que de nombreuses récompenses au Canada et à l'international.

## Synopsis
Des petits personnages imaginaires émergent d'un paysage de sable et entreprennent de construire un château de sable, chacun mettant à profit son talent et ses caractéristiques morphologiques pour mener à bien ce projet. La construction du château se déroule dans l'harmonie et s'avère une réussite jusqu'à ce que le vent en efface les traces.

## Fiche technique
- Titre : Le Château de sable
- Titre anglais The Sand Castle
- Réalisation : Co Hoedeman
- Image : Jean-Yves Escoffier
- Musique : Normand Roger (en)
- Montage : Jacques Drouin
- Durée : 13 minutes
- Type : Animation en volume, animation de sable
- Distribution : Office national du film du Canada[1]
- Date de sortie : 1er juin 1977

## Nominations et récompenses
- 1977 : Grand prix au Festival international du film d'animation d'Annecy (ex æquo avec David de Paul Driessen)[2]
- 1977 : Statuette en bronze de Saint Finbarr pour le meilleur film - catégorie: animation, Cork Film Festival, Irlande
- 1977 : Prix d'excellence, Film Advisory Board Incorporated, Los Angeles - États-Unis
- 1978 : Oscar du meilleur court métrage d'animation
- 2016 : Classé parmi les 150 œuvres essentielles du cinéma canadien par Canada à l'écran[3]